# WU-Manager des Jahres
Mit dem Titel WU-Manager des Jahres bzw. WU-Managerin des Jahres zeichnet die Wirtschaftsuniversität Wien seit 1993 Persönlichkeiten des Wirtschaftslebens mit besonderen Managementleistungen aus.

## Der Preis
Die Jury setzt sich aus amtierenden und ehemaligen Rektoren der Wirtschaftsuniversität Wien zusammen. Diese entscheidet auf Basis von Vorschlägen, die von allen WU-Angehörigen eingebracht werden können. Für die Auswahl werden besondere Leistungen im Rahmen des geführten Unternehmens erwartet, darüber hinaus auch die Beachtung und Förderung gesamtwirtschaftlicher Interessen, sozialer Verantwortung und Aktivitäten, nachhaltiger Erfolg und persönliche Integrität.

## Preisträger
- 1993: Helmut Schüller[5]
- 1994: Walter Wolfsberger,[4] Generaldirektor und Vorstandsvorsitzender der Siemens AG Österreich[6][7]
- 1995: Karlheinz Essl senior[4]
- 1996: Fritz Humer,[4] Vorstandsvorsitzender Wolford[8]
- 1997: keine Verleihung
- 1998: Leo Wallner[9]
- 1999: Herbert Bammer und Mario Rehulka, Vorstände der Austrian Airlines[10]
- 2000: Norbert Zimmermann[1]
- 2001: Herbert Koch[11]
- 2002: Robert Büchelhofer, Vorstandsmitglied der Volkswagen AG[12]
- 2003: Heidegunde Senger-Weiss und Paul Senger-Weiss (Gebrüder Weiss)[13]
- 2004: Wilfried Stadler, Generaldirektor und Vorstandsvorsitzender der Investkredit Bank AG[14]
- 2005: Herbert Stepic[3]
- 2006: Brigitte Ederer[2]
- 2007: Andreas Treichl[15]
- 2008: Monika Kircher-Kohl[16][17]
- 2009: keine Verleihung[4]
- 2010: Peter Löscher[18]
- 2011: keine Verleihung[4]
- 2012: Johanna Rachinger[19]
- 2013: Peter J. Oswald, Vorstand der Mondi Group[20]
- 2014 und 2015: keine Verleihung
- 2016: Günter Thumser, Präsident der Henkel CEE[21]
- 2017: Margarete Schramböck[22]
- 2018: Hikmet Ersek, CEO von Western Union[23]
- 2019: Anette Klinger, Geschäftsführerin der IFN Beteiligungs GmbH („Internationales Fensternetzwerk IFN“, Internorm)[24][25]
- 2020: Max Hollein[26]
- 2021: Silvia Angelo[27]
- 2022: Christopher Schläffer[28]
- 2023: Susanne Baumann-Söllner[29]
- 2024: Patricia Neumann[30]